# Turba philosophorum
La Turba philosophorum (en español La turba de los filósofos, también conocida como La asamblea de los filósofos) es uno de los textos más antiguos de alquimia europea, traducido del árabe, como el Picatrix. Se ha afirmado que fue escrita ya en el siglo XII.
En impresión, el título surge en el Auriferae artis, quam chemiam vocant, antiquissimi authores, sive Turba philosophorum de 1572, y obras posteriores.